# Operación Anádir

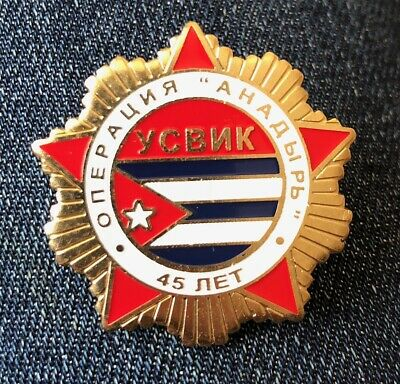

La Operación Anádir (ruso: Операция "Анадырь", transliterado como Operátsiya "Anádyr" ) fue el nombre en código usado por las autoridades de la desaparecida Unión Soviética para referirse a su estrictamente secreto  emplazamiento de misiles balísticos nucleares en Cuba, además de bombarderos de mediano alcance y una división de infantería mecanizada en dicha isla caribeña. La ambiciosa idea, que también pretendía acantonar un número de tropas que fuese capaz de evitar o hacer frente a una eventual invasión de parte de las fuerzas militares estadounidenses, terminó con la denominada crisis de los misiles cubanos.

## Desarrollo
Anádir incluyó una campaña militar de engaño destinada a confundir a los analistas de inteligencia occidentales: el personal involucrado en la misma recibió equipamiento y pertrechos como si se les hubiese ordenado desplazarse hacia el Ártico y fue entrenado para operar en un supuesto clima frío, además del hecho de que el mismo nombre de la operación fue tomado del río Anádir, ubicado en la parte norte del Extremo Oriente Ruso (Por otro lado, Anádir también había sido el nombre elegido por el líder supremo soviético Iósif Stalin para un plan de la Guerra Fría temprana, a comienzos de los década de 1950 que consistía en acantonar un gigantesco ejército de aproximadamente un millón de hombres en el distrito u ókrug autónomo de Chukotka para desde allí invadir Alaska, histórico territorio ruso que había sido vendido a los Estados Unidos en 1867).
Los misiles balísticos fueron embarcados a Cuba disimulados en buques mercantes pero pronto fueron detectados por fuentes de inteligencia estadounidenses, tanto mientras se encontraban en ruta hacia la isla como ya en Cuba.
En total, se planeó el despliegue de unos 60.000 soldados, tres regimientos de misiles R-12 y dos regimientos misilísticos R-14 Usovaya. Las tropas fueron transportadas en 86 buques, que realizaron unos 180 desde los puertos de Baltiysk, Liepāja, Sebastopol (Sevastópol), Feodosia, Mykoláiv (en ruso transliterado, Nikoláyev), Poti y Múrmansk. 
Entre el 17 de junio y el 22 de octubre fueron transportadas hacia la isla de Cuba 24 plataformas de lanzamiento, 42 cohetes R-12 (incluyendo seis destinados a realizar tareas de entrenamiento), unas 45 ojivas nucleares, 42 bombarderos Ilyushin Il-28, un regimiento de aviones de caza que incluía a 40 aeronaves MiG-21, dos divisiones de defensa antiaérea soviéticas, cuatro regimientos de infantería mecanizada, y otras unidades militares, alcanzando a unos 47.000 soldados en total. El regimiento de cazas desplegado fue el 32avo, proveniente de la base aérea de Kúbinka, que en esa ocasión fue renombrado como número 213. Dicho despliegue fue descubierto el 14 de octubre por aeronaves de reconocimiento Lockheed U-2 estadounidenses. Dos días después de que el hecho de la presencia de misiles soviéticos en Cuba fuese descubierto y puesto en conocimiento del entonces presidente John Fitzgerald Kennedy y del alto mando militar de los Estados Unidos, comenzó la denominada crisis de los misiles cubanos o crisis del Caribe (conocida como “Crisis de octubre” en Cuba), la cual fue tal vez la más cercana antesala a un enfrentamiento atómico directo entre los EE. UU. y la Unión Soviética.
No obstante, la creciente presión diplomática estadounidense, reforzada por el bloqueo naval dispuesto por el mandatario John F. Kennedy (denominado cuarentena -quarantine- para no provocar excesivamente a la URSS), terminaron haciendo que el entonces líder soviético Nikita Jrushchov terminase deponiendo su actitud. Finalmente éste ordenó la cancelación de la Operación Anádir y el retiro de los misiles, que eran vistos por el gobierno de los Estados Unidos como una amenaza directa a su seguridad nacional (los EE. UU., por su parte, se comprometieron a retirar los misiles nucleares PGM-19 Júpiter que habían instalado o emplazado en Turquía).

## OperaciónKama
Una ambiciosa parte de Anádir fue la denominada Operación Kama, que consistía en un plan de instalar una base para siete submarinos soviéticos con misiles balísticos (véase SLBM) en el puerto cubano de Mariel, similar a la base que los Estados Unidos tenían en la localidad escocesa de Holy Loch, al norte del Reino Unido.
La operación comenzó el 1° de octubre de 1962, con la partida de cuatro submarinos de ataque soviéticos propulsados con motores diésel-eléctricos, con destino al Mar Caribe, con el propósito de abrir o despejar el camino a futuros envíos. Los 4 sumergibles en cuestión pertenecían al proyecto 641, los cuales eran conocidos en la nomenclatura de la OTAN como de la clase Foxtrot. Los submarinos eran el B-4, conocido como Chelyabinski Komsomolets, el B-36, el B-59 y el B-130.
No obstante, Kama fracasó de forma independiente a Anádir, ya que ninguno de los submarinos soviéticos con misiles balísticos llegó a zarpar con destino a Cuba, y los cuatro sumergibles de ataque anteriormente nombrados fueron detectados y seguidos de cerca por destructores estadounidenses y aeronaves de lucha antisubmarina (ASW, Anti Submarine Warfare). Por su parte, algunos miembros de las tripulaciones de los destructores estadounidenses lanzaron granadas de mano por la borda para acosar a los submarinos soviéticos, las cuales no los dañaron pero dejaron claro que las mucho más efectivas cargas de profundidad podían seguir o sobrevenir en cualquier momento).
Los fallos de los equipos y la habilidad de las tripulaciones de los destructores estadounidenses que estaban operando en la zona evitaron que tres de los submarinos pudiesen alejarse lo suficiente o despistar a sus perseguidores durante un tiempo suficiente como para ascender tranquilamente a la superficie del agua a recargar sus respectivas baterías. Esas tres naves sufrieron de la ignominia de ser forzadas a ascender a la superficie a la vista de su enemigo estadounidense (el cual, por su parte, cometió el error de apuntarlos directamente con sus torretas en lugar de hacerlas a un lado); de haber cometido los soviéticos aquella acción en tiempos de guerra, eso hubiese significado la muerte de ellos o, cuanto menos, su captura. Tan sólo uno de los cuatro sumergibles, el Chelyabinski Komsomolets, logró exitosamente regresar la Unión Soviética sin haber sido forzado a subir a la superficie (a pesar de también haber sido detectado y seguido por los estadounidenses). Los comandantes de las otras tres naves sumergibles fueron severamente amonestados por haber ascendido y sido expuestos.